# Queximyia flavipes
Queximyia flavipes är en tvåvingeart som beskrevs av Crosskey 1977. Queximyia flavipes ingår i släktet Queximyia och familjen gråsuggeflugor. Inga underarter finns listade i Catalogue of Life.